# Новое Юшкозеро
Но́вое Ю́шкозеро (карел. Uuši Jyškyjärvi) — посёлок в составе Юшкозерского сельского поселения Калевальского национального района Республики Карелия.

## Общие сведения
Расположен на юго-восточном берегу озера Юшкоярви в устье реки Чирка-Кемь. Проходит трасса 86К-4.

## История
Был построен в 1950-х годах для работников и строителей Юшкозерской ГЭС. Была построена школа и детский сад. После закрытия Юшкозерского леспромхоза посёлок потерял довольно большую часть населения. В 2011 году школа была снесена. Но после 2019 года инфраструктура начала резко расти.

## Инфраструктура
Имеется детский сад. Школьники добираются до школы в соседней деревне Юшкозеро на школьном автобусе. Есть 3 магазина, библиотека и отделение почты России. Для детей есть три игровых площадки и футбольно-баскетбольное поле, построенное на месте снесённой школы. Есть пляж на лесном озере с лежаками, раздевалками и игровой площадкой. Это лесное озеро также используется в качестве пожарного водоёма. Местные именуют его «Ламбушкой». Была железнодорожная станция. Во всех квартирах есть водопровод. Вода идёт из озера Питкалампи в водонапорную башню.

## Население
| 2002 | 2009 | 2010 | 2013 |
| ---- | ---- | ---- | ---- |
| 496  | ↘341 | ↗351 | ↘337 |

## Улицы
- ул. Железнодорожная
- ул. Лесная
- ул. Студенческая
- ул. Школьная
- ул. Энергетиков